# Arc-sous-Montenot
 Arc-sous-Montenot  es una comuna y población de Francia, en la región de Franco Condado, departamento de Doubs, en el distrito de Pontarlier, en el cantón de Levier.
Está integrada en la Communauté de communes Altitude 800 .

## Demografía
| 223 | 249 | 212 | 232 | 216 | 218 | 226 |
| Para los censos de 1962 a 1999 la población legal corresponde a la población sin duplicidades (Fuente: INSEE [Consultar]) |     |     |     |     |     |     |